# Re-Collect
Re-Collect ist ein Jazzalbum des Jeb Bishop Flex Quartet. Die am 20. September 2015 im Veranstaltungsort The Hungry Brain, Chicago, entstandenen Aufnahmen erschienen am 21. August 2019 auf Not Two Records.

## Hintergrund
Obwohl der Posaunist Jeb Bishop seit den frühen 1990er-Jahren in der Jazzszene aktiv ist, hatte er zuvor nur selten unter eigenem Namen aufgenommen, notierte John Sharpe. Seine bekanntesten Gigs fanden als Mitglied der Vandermark 5 und auch des Peter Brötzmann Chicago Tentet statt, des Weiteren gehörte er auch Rob Mazureks Exploding Star Orchestra und dem Steve-Lacy-Repertoire-Ensemble The Whammies an. Mitte der 2010er-Jahre spielte er u. a. in der Formation Audio One (Album What Thomas Bernhard Saw, mit Josh Berman, Nick Mazzarella, Dave Rempis, Ken Vandermark, Mars Williams, Jason Adasiewicz, Jen Paulson, Nick Macri, Tim Daisy), im Jason Roebke Octet (Cinema Spiral) und mit Harris Eisenstadt (Old Growth Forest). Re-Collect ist ein Live-Mitschnitt aus dem Jahr 2015 seines Flex Quartetts, dem Russ Johnson (Trompete), Jason Roebke (Bass) und Frank Rosaly (Schlagzeug) angehörten.

## Titelliste
- Jeb Bishop Flex Quartet: Re-Collect (Not Two Records MW990-2)[4]

1. Exordium / Salt	21:24
2. Sweat The Grub / On the Floor	18:46
3. Razorlip	9:58
4. Lungfish	7:50
5. Sometimes	6:10
6. Backfire	9:51

Die Kompositionen stammen von Jeb Bishop.

## Rezeption

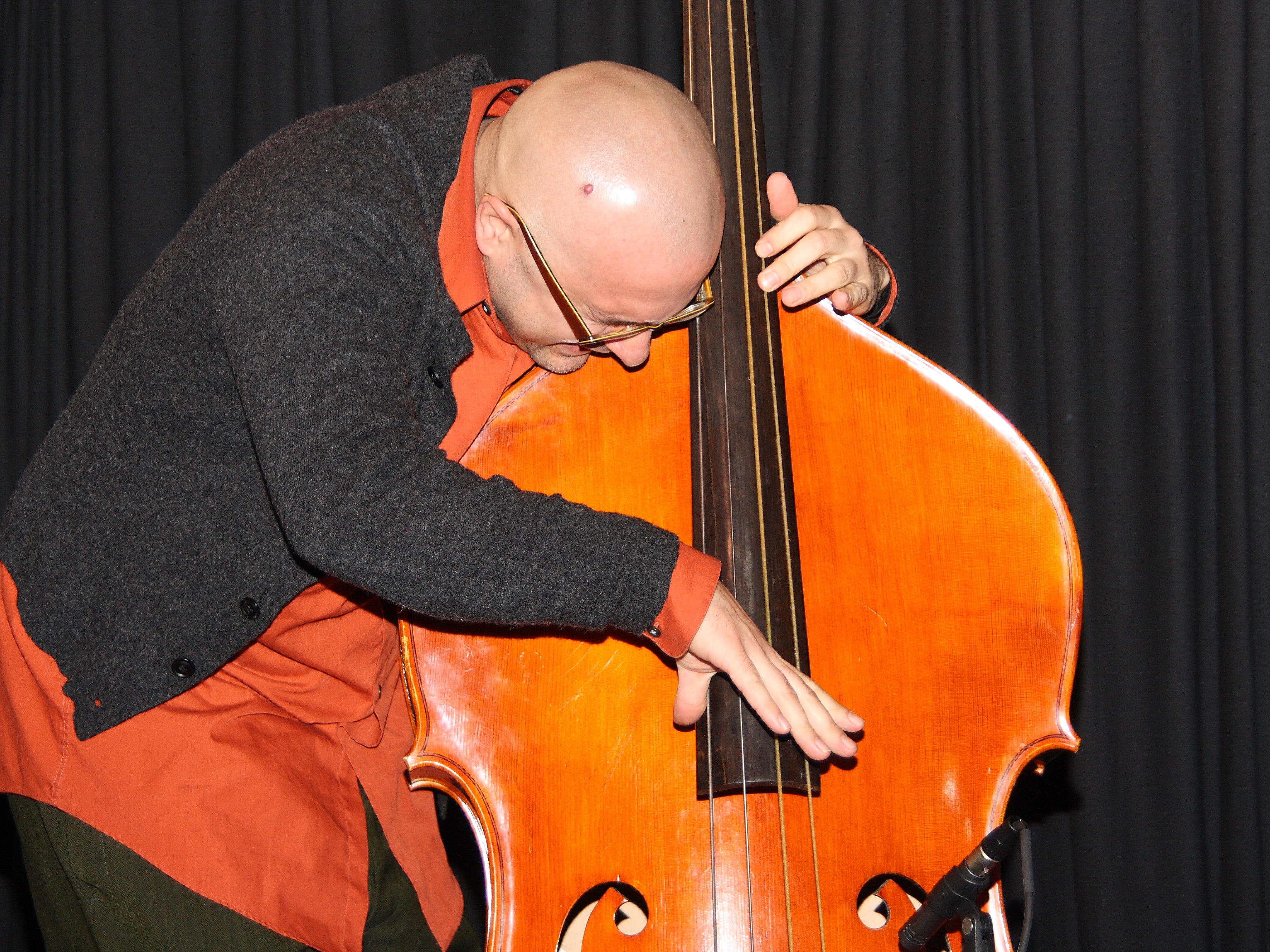
Jason Roebke am Kontrabass mit Locksmith Isidore im club W71, Weikersheim (2010)

Nach Ansicht von John Sharpe, der das Album in All About Jazz rezensierte, spiele das Flex Quartet das, was man Free-Bop nennen könnte, stehe aber dank der swingenden Musiker, überzeugenden Soli, klanglich unterschiedlichen Verbindungsepisoden und abwechslungsreichen und unvorhersehbaren Arrangements über der Norm des Genres. Bishop bleibe erfindungsreich, so langatmig wie eh und je, offenbare aber dennoch einen melodischen Kern seines Powerplays. Darin werde er vom Trompeter Russ Johnson, dessen Sparsamkeit einen angenehmen Kontrast biete, und der durch seine Kombination aus Fanfaren, Schmierereien und labyrinthischen Läufen ebenfalls Dramatik erzeuge, in einer reinen Blechbläser-Frontlinie ergänzt. Am Bass sorge Jason Roebke für einen geschmeidigen Puls und prägnanten Kontrapunkt, während Drummer Frank Rosaly zwischen einem tapsigen Klappern, das immer noch einen Beat impliziere, und einer klaren Abgrenzung wechsle, so wie es der Moment erfordere. Jeder mache sich hier gut, aber Rosaly sei vielleicht der beste Spieler, der ständig neue Wege finde, um zu unterstützen und [das Spektrum] zu erweitern.